# Лабазюк, Виолетта Александровна
Виолетта Александровна Лабазюк (укр. Віолета Олександрівна Лабазюк; род. 17 июля 1986 года, г. Волочиск, Хмельницкая область, Украинская ССР, СССР) — украинский государственный деятель, председатель Хмельницкого областного совета с 7 декабря 2020 года.

## Биография
Родилась 17 июля 1986 года в городе Волочиск Хмельницкой области.
В 2008 году окончила Хмельницкий национальный университет по специальности «финансы», в 2006 году закончила Межрегиональную академию управления персоналом по специальности «Менеджмент организаций».
Возглавляла Хмельницкую областную организацию политической партии «Рядом» («Поруч»).
Является председателем Хмельницкого областного Благотворительного фонда Сергея Лабазюка «Мы рядом», также возглавляет региональное отделение женского движения партии «За будущее».
В октябре 2020 года на местных выборах избрана депутатом Хмельницкого областного совета от партии «За будущее».
7 декабря 2020 во время первой сессии Хмельницкого областного совета утверждена его председателем.
Замужем за народным депутатом Украины IX созыва Сергеем Лабазюком.